# Holding the Man (autobiografia)
Holding the Man è un libro autobiografico scritto dall'attore e scenografo australiano Timothy Conigrave, pubblicato postumo nel 1995.

## Trama
L'opera si presenta inizialmente come un romanzo di formazione, ripercorrendo il periodo scolastico delle superiori, la scoperta della propria omosessualità, l'infatuazione per John Caleo, i coming out in famiglia e con gli amici. Quando Conigrave si trasferisce a Sydney per frequentare una scuola d'arte drammatica, al cambiamento nella relazione con John Caleo introdotto dal trasferimento, si somma la testimonianza del terrore nella comunità gay derivante dalla rapida diffusione dell'HIV in quegli anni. Sia Conigrave, sia Caleo contrarranno il virus e l'opera assume tinte più cupe nel presentare l'evoluzione della malattia che porterà entrambi alla morte senza aver neppure compiuto trentacinque anni.

## Titolo
Il titolo dell'opera in lingua originale fa riferimento ad un'infrazione sportiva del football australiano, nel quale un giocatore commette fallo se placca un avversario che non è in possesso di palla, anche se quest'ultimo l'avesse appena passata. La trattenuta dell'avversario è una delle quattro situazioni più comuni che conducono ad assegnare un calcio libero.
Il titolo vuole essere sia un tributo alla passione per il football di John Caleo, che era stato capitano della squadra durante le superiori, sia un riferimento alla forza trasgressiva dell'amore omosessuale. Inoltre, in modo più letterale, esprimere la volontà di Conigrave di trattenere il ricordo dell'amato, consegnandolo all'immortalità della letteratura, dopo la sua morte.

## Analisi
Bunty Avieson apprezza la schiettezza dell'opera nel riportare fedelmente le reazioni delle due famiglie nel confrontarsi con l'omosessualità dei due ragazzi prima e con lo stigma dell'AIDS poi. Ancor più perché l'autore, conscio della propria imminente morte, non avrebbe potuto mediare tra l'opera e la riservatezza dei propri familiari dopo la sua pubblicazione. Sempre Avieson ritiene che, attraverso la propria opera, Conigrave abbia potuto affrontare il lutto della perdita di Caleo, essendo purtuttavia sempre conscio che egli stesso avrebbe presto affrontato un analogo epilogo. In questo, l'opera si discosta molto da quella scrittura terapeutica che secondo Jeffrey Berman sarebbe equivalente alla psicoterapia.
Sebbene i capitoli che descrivono le esperienze adolescenziali possano essere letti come un romanzo di formazione, Avieson colloca l'opera nel genere letterario della testimonianza autobiografica del dramma dell'AIDS, che da un lato vede nella scrittura una forma di lotta contro la malattia e dall'altro esprime scetticismo riguardo al proprio valore. Appartengono a questo genere alcune opere di Paul Monette (1988-1992), Michael Callen (1983-1990), John Preston (Winter's Light: Reflections of a Yankee Queer, 1995), David B. Feinberg (Queer and Loathing, 1994), Hervé Guibert (All'amico che non mi ha salvato la vita, 1991) e Reinaldo Arenas (Prima che sia notte, 1992).

## Riconoscimenti
Nel 1995, l'opera è stata premiata dalla Australian Human Rights Commission (commissione australiana per i diritti umani), istituita dal Parlamento nel 1986.
Nel 2003, è stata inclusa nella lista dei 100 Favourite Australian Books (100 libri australiani preferiti), redatta per il quarantesimo anniversario dell'Australian Society of Authors.

## Adattamenti
Le vicende narrate nell'opera sono state adattate da Tommy Murphy in un'opera teatrale, che ha debuttato a Sydney nel 2006 ed ha riscosso un certo successo internazionale, e in un film del 2015, diretto da Neil Armfield.

## Edizioni
- (EN) Timothy Conigrave, Holding the Man, Melbourne, Victoria, Australia, McPhee Gribble (Penguin Group), 1995.